# Abraham Tokazier
Abraham Tokazier (* 29. September 1909 in Helsinki; † 7. April 1976 in Stockholm) war ein finnischer Sprinter. Besonders bekannt wurde er wegen eines 100-Meter-Laufs im Sommer 1938, dessen Resultat – mutmaßlich aus Antisemitismus – manipuliert wurde. Auf einem Zielfoto und nach Einschätzungen der Zuschauer war Tokazier der Sieger des Laufes, wurde aber nur als Vierter in der offiziellen Ergebnisliste geführt. 75 Jahre später entschuldigte sich der Leichtathletik-Verband Finnland für die Fälschung des Resultats.

## Leben und Sportliche Laufbahn
Der Vater von Abraham Tokazier, Meier Tokazier, wurde in Orscha in Belarus geboren und war Händler von Beruf. Er ging nach Finnland, wo er Sara Leffkovitsch, eine in Finnland gebürtige Jüdin, heiratete. Das Paar bekam mindestens fünf Kinder, darunter Abraham Tokazier und seinen Zwillingsbruder Moses. 1934 nahm Abraham Tokazier gemeinsam mit Moses in Lettland oder Litauen an einer Hachschara-Veranstaltung teil, einem Vorbereitungskurs für die jüdische Besiedlung Palästinas, um anschließend nach Palästina auszuwandern. Nachdem die Brüder einen Autounfall erlitten hatten, kehrten sie jedoch nach kurzer Zeit aus Palästina nach Finnland zurück.
Tokazier startete für den finnlandschwedischen Sportclub IK-32, dessen Ehrenmitglied er 1937 wurde. Später wechselte er zum jüdischen Sportclub Makkabi Helsinki, der ebenfalls lange schwedischsprachig war. Tokazier war einer der besten Sprinter Finnlands und wurde mehrfach für Länderkämpfe nominiert. Moses Tokazier sowie der jüngere Bruder Jakob waren ebenfalls erfolgreiche Sportler und wurden jeweils mehrfache finnische Meister im Gewichtheben.
Am 21. Juni 1938 startete Tokazier bei einem Sportfest anlässlich der Eröffnung des Olympiastadions Helsinki. Die Sportstätte war für die für 1940 geplanten Olympischen Spiele gebaut worden, die dann allerdings wegen des Zweiten Weltkriegs ausfielen und erst 1952 stattfanden. Stadionsprecher Sulo Kolkka verkündete über die Lautsprecher Tokaziers Sieg im 100-Meter-Lauf, den auch die Zuschauer gesehen hatten. Das Wettkampfgericht entschied jedoch, dass er den vierten Platz hinter drei anderen finnischen Läufern, alle zeitgleich mit 11 Sekunden im Ziel, belegt habe. Am nächsten Tag erschien in der größten finnischsprachigen Tageszeitung des Landes, Helsingin Sanomat, ein Foto vom Zieleinlauf, das der bekannte finnische Sportfotograf Akseli Neittamo genommen hatte. Auch die größte schwedischsprachige Zeitung, Hufvudstadsbladet, veröffentlichte ein Bild. Auf den Fotos war klar zu erkennen, dass Tokazier der Sieger war. Helsingin Sanomat untertitelte das Foto: „Eine Fotografie, die beweist, dass die Zielrichter sich geirrt haben.“
Wenige Wochen später wurde Tokazier finnischer Vize-Meister über die 100 Meter, im Jahr 1939 stellte er seine persönliche Bestleistung mit 10,7 Sekunden auf. Er fühlte sich jedoch durch die Fehlentscheidung der Schiedsrichter im Juni 1938 so brüskiert, dass er Entschuldigungen von finnischen Sportfunktionären nicht annehmen wollte. Später zog er nach Stockholm.

## Hintergründe und Rehabilitierung
Bei dem Sportfest im Jahre 1938 waren hohe Ehrengäste aus NS-Deutschland vor Ort. Es soll sich unter anderem um Mitglieder des Organisationskomitees der Olympischen Spiele 1936 in Berlin gehandelt haben. Deren Anwesenheit gab Sporthistorikern Anlass zu der Vermutung, dass den finnischen Zielrichtern kein Irrtum unterlaufen sei, als sie Tokazier den klaren Sieg absprachen, sondern dass es sich um Absicht gehandelt habe: „Daher muss angenommen werden, dass sich das kleine Land […] der rassistischen Fernwirkung einer antijüdischen Sportpolitik im NS-Deutschland nicht entzogen hatte.“ Bis zu diesem Zeitpunkt habe es in Finnland keine Benachteiligung jüdischer Sportler gegeben.
Die Historiker Simo Muir und Malte Gasche mutmaßten in ihrem 2013 erschienenen Buch Finland’s Holocaust, Urho Kekkonen, damaliger Innenminister und Präsident des Leichtathletik-Verbands Suomen Urheiluliitto sowie späterer Staatspräsident, könnte seinen Einfluss auf die Kampfrichter geltend gemacht haben. Der Verband habe es nicht für opportun gehalten, dass jüdische Sportler sich auf vorderen Plätzen platzieren und damit eine Chance zur Aufnahme in Finnlands Olympiamannschaft von 1940 haben könnten. Das Helsingborgs Dagblad, das 2014 fälschlicherweise davon ausging, bei dem Sportfest habe es sich um finnische Meisterschaften gehandelt, vertrat die (daher ebenso falsche) Ansicht, man habe wegen der hochrangigen Delegation aus Deutschland einen Landesmeister jüdischer Herkunft vermeiden wollen.
Jahre später bezeichnete der ehemalige Stadionsprecher Kolkaa die Entscheidung des Wettkampfgerichts als „die größte Ungerechtigkeit im finnischen Sportleben“.
2013 veröffentlichte der in Finnland vielbeachtete Schriftsteller Kjell Westö den Roman Hägring 38 (schwedisch, auf Deutsch Das Trugbild, 2014), in dem er den Vorfall um Tokazier (im Buch als Figur Salomon Jary) ausführlich verarbeitete. In der Folge entschuldigte sich der Leichtathletikverband bei der Familie von Tokazier und gestand Abraham Tokazier 75 Jahre nach dem Rennen und 37 Jahre nach seinem Tod den Sieg des Rennens im Jahr 1938 zu, indem der Leichtathletik-Verband eine korrigierte Siegerliste veröffentlichte. Das offizielle Resultat kann allerdings nach den Regeln der International Association of Athletics Federations nicht nachträglich korrigiert werden.
Leo-Dan Bensky, Ehrenvorsitzender von Makkabi Helsinki, begrüßte diesen „ersten Schritt“, vermisste aber das klare Eingeständnis, dass das Ergebnis aus politischen und rassistischen Gründen manipuliert worden sei.

## Familie
Abraham Tokazier war ein Onkel des finnischen Musikers Hillel Tokazier. Sein Neffe war der Diplomat und Botschafter René Nyberg.